# Jean-Martin Moyë
Jean-Martin Moyë (Cutting, 27 de enero de 1730-Tréveris, 4 de mayo de 1793), también conocido por su nombre castellanizado Juan Martín Moyë, fue un sacerdote católico francés, fundador de las Pobres Hermanas de las Escuelas Cristianas, conocidas hoy como Congregación de la Divina Providencia y que ha dado origen a siete diversas congregaciones. Es venerado como beato en la Iglesia católica.

## Biografía
Jean-Martin Moyë nació en Cutting, en la región de Lorena (Francia), el 27 de enero de 1730, en el seno de una familia católica.Era el sexto hijo de una familia de 13 hermanos y hermanas. Sus padres fueron Jean Moyë el cual era labrador de campo y Catalina Demange, hija del alcalde.juan Martin moyë creció educado en los misterios de la fe, sus padres le inculcaron el amor a Dios y al prójimo. Estudió en el colegio de los jesuitas de Pont-à-Mousson y luego en la Universidad Episcopal de Estrasburgo. Entró en el seminario de Metz y fue ordenado sacerdote el 9 de marzo de 1754.
El primer destino de Moyë fue la iglesia de Vigy donde se caracterizó por su labor apostólica en favor de la juventud analfabeta. Para ellos fundó una escuela en 1762 en la localidad de Saint-Hubert. Para perpetuar su obra fundó la Congregación de Hermanas Providencia, conocidas hoy como Congregación de la Divina Providencia, dividida en siete ramas distintas.
En 1768 el fundador fue nombrado rector del seminario de Saint-Dié. En 1771 ingresó a la Sociedad de las Misiones Extranjeras de París, fue destinado como misionero a Sichuan (China) y desde 1774, realizó la tarea de evangelización de Guizhou con un misionero sichuanés, Benedicto Sen. Sin embargo, por problemas de salud tuvo que regresar a Francia en 1782. los últimos años de su vida los dedicó a las misiones rurales y a la expansión de su congregación. Luego de la Revolución francesa rechazó el juramento de fidelidad a la Constitución Civil del Clero y se refugió en Tréveris (Alemania), donde murió el 4 de mayo de 1793. Fue sepultado en la iglesia de la Santísima Trinidad.

## Culto
Entre 1880 y 1885 fue introducido el proceso diocesano para la beatificación de Jean-Martin Moyë. El 21 de mayo de 1945 el papa Pío XII le declaró venerable. El mismo pontífice le beatificó el 21 de noviembre de 1954. El Martirologio romano trae el recuerdo de su memoria el 4 de mayo.
El beato Jean-Martin Moyë es representado con el talar que usaban los sacerdotes franceses del siglo XVIII y con la insignias de misionero, bastón de viaje en una mano y breviario con un rosario en la otra. Otras imágenes lo muestran predicando u orando delante de una Cruz.